# یواس‌اس جورج کلایمر (ای‌پی‌ای-۲۷)
یواس‌اس جورج کلایمر (ای‌پی‌ای-۲۷) (به انگلیسی: USS George Clymer (APA-27)) یک کشتی بود که طول آن ۴۹۱ فوت (۱۴۹٫۷ متر) بود. این کشتی در سال ۱۹۴۱ ساخته شد.